# St. Laurentius (Ohrdorf)

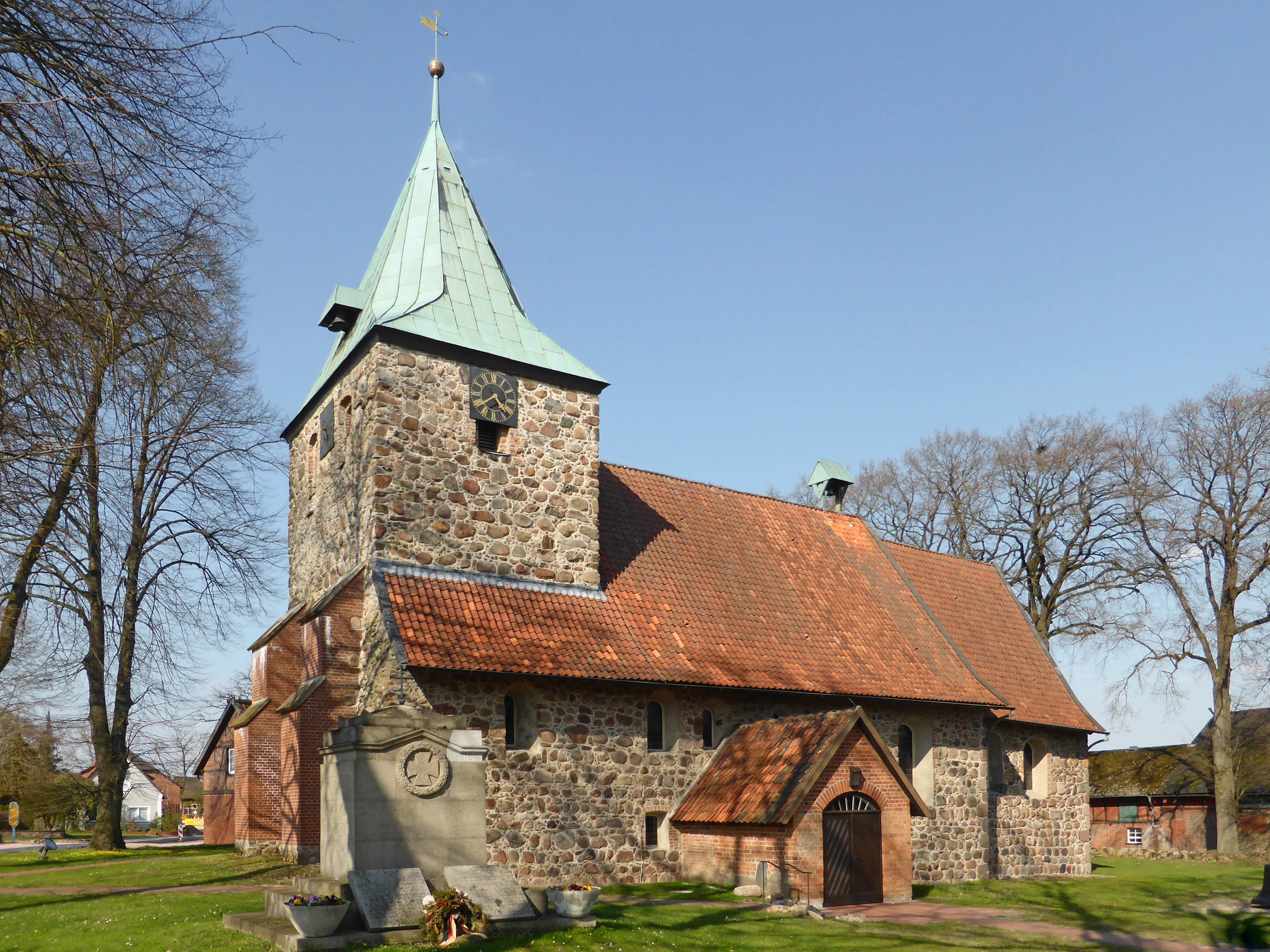
St. Laurentius

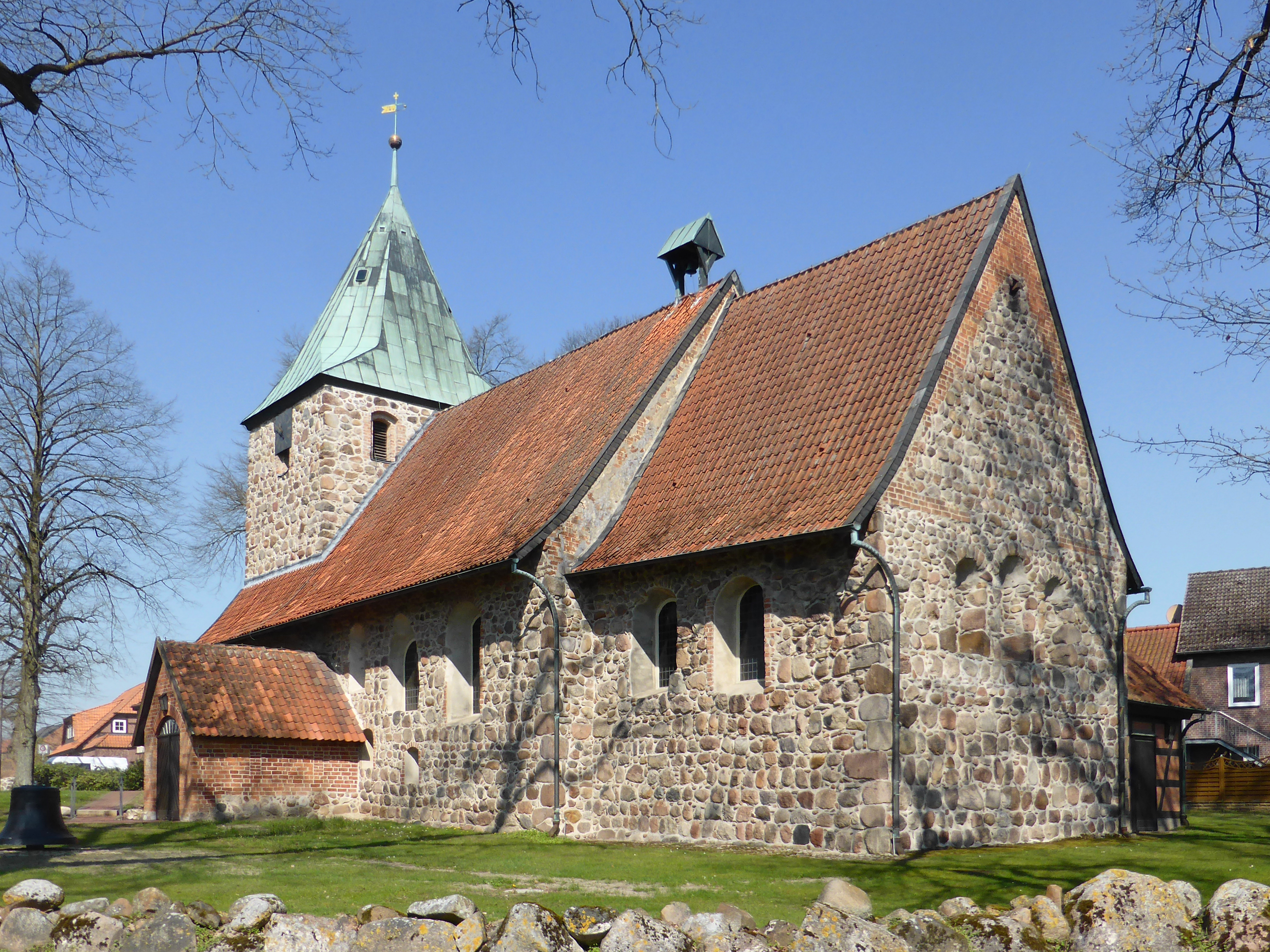
St. Laurentius

Die evangelisch-lutherische denkmalgeschützte Kirche St. Laurentius steht in Ohrdorf, einem Ortsteil der Stadt Wittingen im Landkreis Gifhorn von Niedersachsen. Die Kirchengemeinde gehört zum Kirchenkreis Wolfsburg-Wittingen im Sprengel Lüneburg der Evangelisch-lutherischen Landeskirche Hannovers.

## Beschreibung
Die romanische Saalkirche wurde einst als Wehrkirche aus Feldsteinen auf dem Fundament einer Holzkirche 1235 erbaut. Sie hat einen gedrungenen Dachturm und einen eingezogenen rechteckigen Chor. Der Turm wurde nach einem Einsturz 1794 neu aufgemauert und durch Strebepfeiler aus Backsteinen abgestützt. Im Turm hängen vier Kirchenglocken, zwei wurden in den Jahren 1596 und 1598 gegossen. Die Fenster auf der Nordseite des Langhauses und im Chor sind im Original erhalten. An der Südseite befindet sich die Leichenhalle als Zugang zur Kirche. 
Der Innenraum des Turms ist mit einem großen Rundbogen zu dem des flachgedeckten Langhauses geöffnet. Der Chor wurde 1702 mit einer hölzernen Kassettendecke überspannt, die mit 36 biblischen Szenen bemalt ist. Auf der Nord- und Südseite des Langhauses sind Emporen auf gewundenen Säulen, ihre Brüstungen sind bemalt. Die gotische Wandmalerei stammt aus dem letzten Viertel des 14. Jahrhunderts, bei der Restaurierung 1906 bzw. 1959 wurde sie ergänzt. Die Deckenmalerei im Altarraum mit Bilderzyklen aus der Bibel wurde 1711 hinzugefügt. Im mittleren Fenster des Chors sind drei Kabinettscheiben von 1608. 
Zur Kirchenausstattung gehört ein spätgotischer Flügelaltar aus dem Jahr 1470. 1981/1982 wurde er in der ursprünglichen Fassung restauriert. In seinem Schrein sind ein Marienbildnis und der heilige Laurentius dargestellt, darüber die Kreuzigung, seitlich und auf den Innenseiten der Flügel Szenen aus dem Leben von Maria. Auf der Predella aus dem 14. Jahrhundert wurden Porträts von Jesus Christus und den 12 Aposteln gemalt, die später verfälschend übermalt wurden. Im Chorbogen befindet sich ein Triumphkreuz, das um 1500 entstanden ist. Die Kanzel stammt von 1700.